# Számítógépasztal

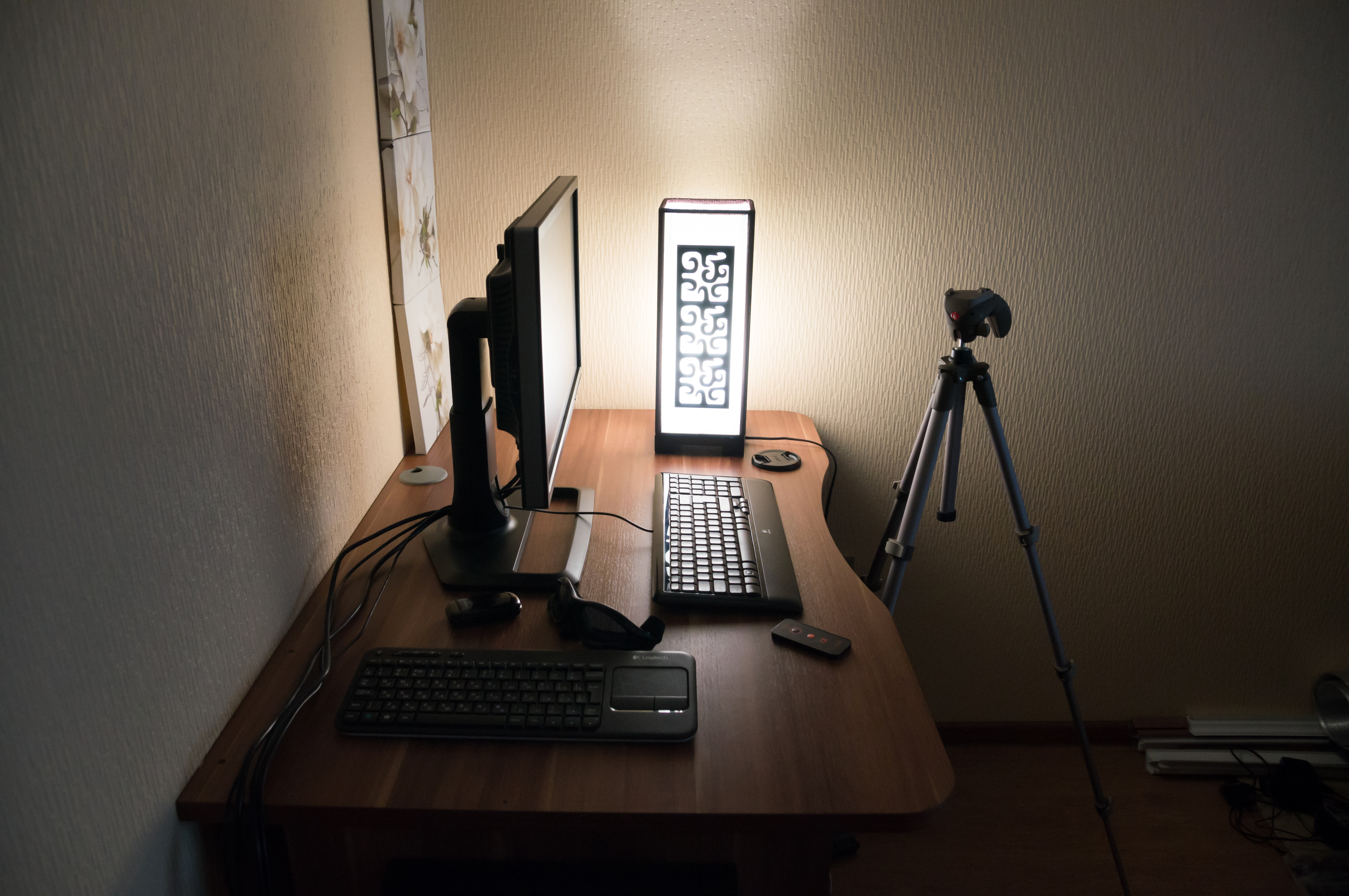
Számítógépasztal

A számítógépasztal és az ahhoz hasonló ergonomikus íróasztalok olyan irodai bútorok, amelyeket kifejezetten úgy terveztek irodai vagy otthoni felhasználásra, hogy kényelmes és esztétikus megjelenésű munkafelületet biztosítsanak, illetve alkalmasak legyenek arra, hogy bennük irodai eszközöket – elsősorban számítógépet, perifériákat és a hozzájuk tartozó kábeleket – helyezzenek el, vagy elrejtsék azokat.

## Története
Az íróasztalok funkciója egészen az 1980-as évekig nem sokat változott, jellemzően papírmunkára, üzleti megbeszélések lebonyolítására használták. Az évtized végén azonban a számítógépek elkezdtek megjelenni a nagy- és közepes méretű vállalatok irodáiban. A legújabb irodákban ekkor jelentek meg azok a tartók, amelyek az irodában található terminálnak vagy személyi számítógépnek adtak helyet, illetve tartozott hozzájuk egy billentyűzettartó tálca is. Ezután jelentek meg az U alakú dizájnok, amelyek a hagyományos munkaterületet és a számítógéptartót kapcsolták egybe.
A '90-es évek recessziója során az Egyesült Államokban számos magas rangú hivatalnok és alkalmazott vagy cégvezető kényszerült arra, hogy maga végezzen el olyan szövegszerkesztési feladatokat, amelyekért korábban a titkárnők, gépírók vagy más alkalmazottak feleltek. Ez ahhoz vezetett, hogy az U alakú irodai asztalokon központibb szerephez jutott és ennek megfelelő helyre került a számítógép.
A számítógépek terjedésével hamar terjedni kezdett a papírmentes iroda elképzelése, amelyben minden adatot számítógépen tárolnának és kezelnének, ennek gyakorlatba való átültetését azonban gátolta a nyomtatás egyszerűsége és az, hogy az emberek számára kényelmetlenebb volt a monitoron olvasni. Mivel a nyomtatás miatt a papírnak is több helyre volt szüksége, és a számítógép is központibb helyet foglalt el, a munkaterület csökkent, ezért számos vállalat kiegészítőket tervezett az asztalokhoz, így például a hátsó lapra rögzített kábeltartókat.
A munkaterület optimalizálása az 1990-es években még nagyobb jelentőségre tett szert, mivel a technológiai robbanás miatt mind a dolgozók, mind az általuk használt eszközök száma megnövekedett. Ekkor született meg az irodai fülkék koncepciója, amelyek célja az volt, hogy a rendelkezésre álló egyre kisebb helyet a lehető leghatékonyabban használják ki.

## Számítógépasztal

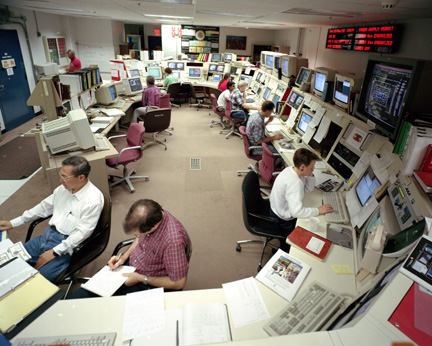
Számítógépasztalok egymás mellett

A számítógépasztal leggyakoribb változata az ergonomikus asztal egy változata, amely állítható billentyűzettálcával rendelkezik, illetve elegendő munkafelületet biztosít a kézzel történő íráshoz. A monitornak helyet biztosító polc, illetve a kábelek elrejtésére szolgáló lyukak a dizájn részei, így az ilyen asztalok használatakor a számítógép és a perifériák összekapcsolása, illetve azok csatlakoztatása az elektromos hálózatra egyszerűbb, mint a hagyományos asztalok esetén.
Az úgynevezett szekrényasztalok (armorie desk) a billentyűzet, az egér, a monitor, a nyomtató és a hangfalak számára is biztosítanak helyet.
Az irodai fülkékhez tervezett számítógépasztalok, amelyek általában az üzleti és kormányzati szektorban fordulnak elő, magukba foglalnak egy sor polcot, tálcát és a kábelek elvezetésére szolgáló lyukakat is. Néhány számítógépasztal setén a kábeleket az asztal hátlapjához rögzítik, így tisztább megjelenést kölcsönözve a munkaterületnek.
A számítógépasztalok rengeteg különféle formában fordulnak elő. Oktatási intézmények számára készülnek, nagyobb, sorban összekapcsolható számítógépasztalok, amelyek akár több tucat számítógép befogadására is alkalmasak, illetve helyet biztosíthatnak a vezetékek elhelyezésére, a karbantartás elvégzésére, a lopásgátló rendszerek számára is. Léteznek kisebb, pulpitusszerű kivitelek is, elsősorban oktatási vagy prezentálási célokra, illetve gurítható kivitelek, amelyek általában egy laptop és egy egér számára biztosítanak elegendő helyet. A számítógépasztalokat általában tömeggyártással készítik, összeszerelésük pedig a végfelhasználó feladata.
Magát a számítógépet rendszerint nem az asztallal együtt értékesítik, a számítógépasztalokat úgy tervezik meg, hogy többféle szabványos méretű számítógép és tartozékai elhelyezését is lehetővé tegyék. A kábeleket a telepítést végző személynek kell a megfelelő lyukakon és nyílásokon átvezetnie. Léteznek ugyanakkor – bár kis számban – olyan rendszerek is, amelyeket kifejezetten a hozzájuk tervezett és gyártott asztalokkal együtt értékesítenek, mint például az angol i-desk. Az elmúlt években a jövő irodáit tervező szakemberek számos különféle integrált rendszert javasoltak már, amelyek optimálisabb helykihasználást tennének lehetővé, ezek közül azonban kevés valósult meg, a gyártók jelenleg nem készítenek hasonló rendszereket.

## Ergonomikus íróasztal
Az ergonomikus íróasztal egy modern asztalfajta, hasonló az állítható rajzolóasztalhoz vagy tervezőasztalhoz. Ez a típus lehetőséget kínál a mechanikus igazításra, hogy a különféle eszközöket úgy helyezhessünk el rajta, hogy maximális kényelmet és hatékonyságot biztosítson. Egyes ergonomikus asztaltípusok magassága úgy állítható, hogy hagyományosan ülni is lehessen mellettük, vagy szükség esetén, ha nagyobb kényelmet és hatékonyságot biztosít, akár állni is. Az ergonomikus asztalokhoz rendszerint ergonomikus székeket használnak.
Az ergonomikus asztalok megjelenése a második világháború idejére vezethető vissza, amikor először határoztak meg minimum követelményeket az irodai munkások által használt berendezési tárgyakkal szemben.

## Egészség és biztonság
Az évek során több kutatás is arra az eredményre jutott, hogy a számítógépasztalok elhelyezése az irodai környezetben befolyásolhatja a dolgozók közérzetét és hatékonyságát. Egy megfelelő testtartást biztosító, kényelmes szék nem csak a komfortot növeli, de a munka során jelentkező sérülések és fájdalmak számát is csökkenti.

## Fordítás
- Ez a szócikk részben vagy egészben  a   Computer desk című angol Wikipédia-szócikk ezen változatának fordításán alapul.  Az eredeti cikk szerkesztőit annak laptörténete sorolja fel. Ez a jelzés csupán a megfogalmazás eredetét és a szerzői jogokat jelzi, nem szolgál a cikkben szereplő információk forrásmegjelöléseként.

## Külső hivatkozások
- The History of Desks Part 2: The Computer Desk Archiválva 2014. november 8-i dátummal a Wayback Machine-ben
- Building the Collaborative Office